# 教育調査会
教育調査会（きょういくちょうさかい）は、1913年に公布された教育調査会官制（大正2年6月13日勅令第176号）に基づき文部省に設置され、文部大臣の監督のもとその諮詢に応じて教育に関する重要事項を調査審議することを所掌事務とした諮問機関。高等教育会議に代えて設置された。1917年9月に廃止。 
これまで教育政策に重要な役割を果たしていた高等教育会議は、高等学校と大学の制度改革について十分な成果を挙げることが出来なかったため、1913年3月19日に貴族院で「教育調査機関設置の建議」が行われ、それを受けて教育調査会が設置された。同調査会は特に高等教育制度の根本的改革のために調査を行ったが、文部大臣の交代が頻繁であったことなどにより十分な成果を挙げることができなかった。

## 構成委員等
※1913年6月30日任命
- 総裁 樺山資紀 → 加藤弘之（1914.5.6[5]、1916.2.9死去）→ 蜂須賀茂韶（1916.7.6[6]）
- 副総裁 奥田義人 → 一木喜徳郎（1914.5.6[5]）→ 高田早苗（1915.9.11[7]）→ 岡田良平（1916.11.13[8]）
- 会員

- 九鬼隆一
- 加藤弘之
- 菊池大麓
- 江木千之
- 渋沢栄一

- 関直彦
- 高木兼寛
- 岡田良平
- 小松原英太郎
- 箕浦勝人

- 水野直
- 早川千吉郎
- 改野耕三
- 桑田熊蔵
- 花井卓蔵

- 村野常右衛門
- 豊川良平
- 中野武営
- 高田早苗
- 杉浦重剛

- 三土忠造
- 鎌田栄吉
- 成瀬仁蔵

### 会員の追加・交代・辞任
- 本郷房太郎（1913.10.8[9]）→ 大島健一（1914.5.6[5]）→ 菊池慎之助（1916.4.14[10]）
- 山屋他人（1913.10.8[9]）→ 名和又八郎（1914.9.1[11]）
- 鵜澤總明 （1913.10.23[12]）
- 蜂須賀茂韶（1914.7.4[13]）
- 辻新次（1914.7.4[13]）
- 山川健次郎（1914.7.4[13]）
- 手島精一（1914.7.4[13]）
- 嘉納治五郎（1914.7.4[13]）
- 江原素六（1914.7.4[13]）
- 杉浦重剛 → 辞任（1914.7.4[13]）
- 箕浦勝人 → 山根正次（1915.10.5[14]）
- 改野耕三 → 加藤彰廉（1915.10.5[14]）
- 豊川良平 → 荘田平五郎（1915.10.5[14]）
- 真野文二（1916.7.6[6]）
- 荒木寅三郎（1916.7.6[6]）
- 北条時敬（1916.7.6[6]）
- 天野為之（1916.7.6[6]）